# アリアナ・アフガン航空
アリアナ・アフガン航空 (パシュトー語: د آريانا افغان هوايي شرکت; ダリー語: هواپیمایی آریانا)は、アフガニスタンのカーブルに本拠地を置く国営航空会社である。
なお、EU域内乗り入れ禁止航空会社である。

## 歴史

### 設立
王政期の1955年1月設立で、当初は国内線・国際線ともに運航していたが、1967年新設のバフタル・アフガン航空(Bakhtar Afghan Airlines)に国内線業務を委託し、アリアナ・アフガン航空は国際線専用となった。

### フラッグキャリア

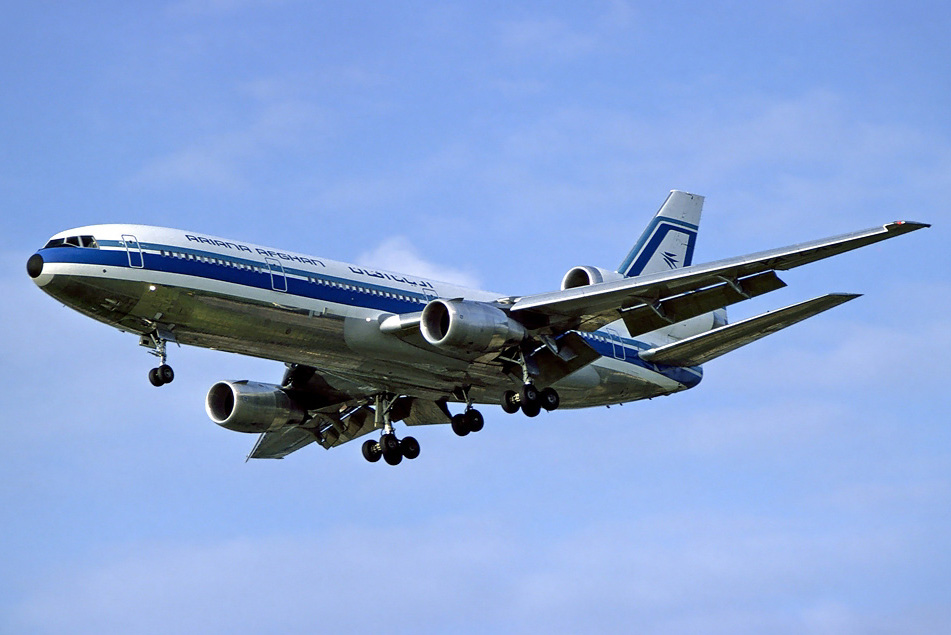
マクドネル・ダグラスDC-10-30型機（1980年/ロンドン）

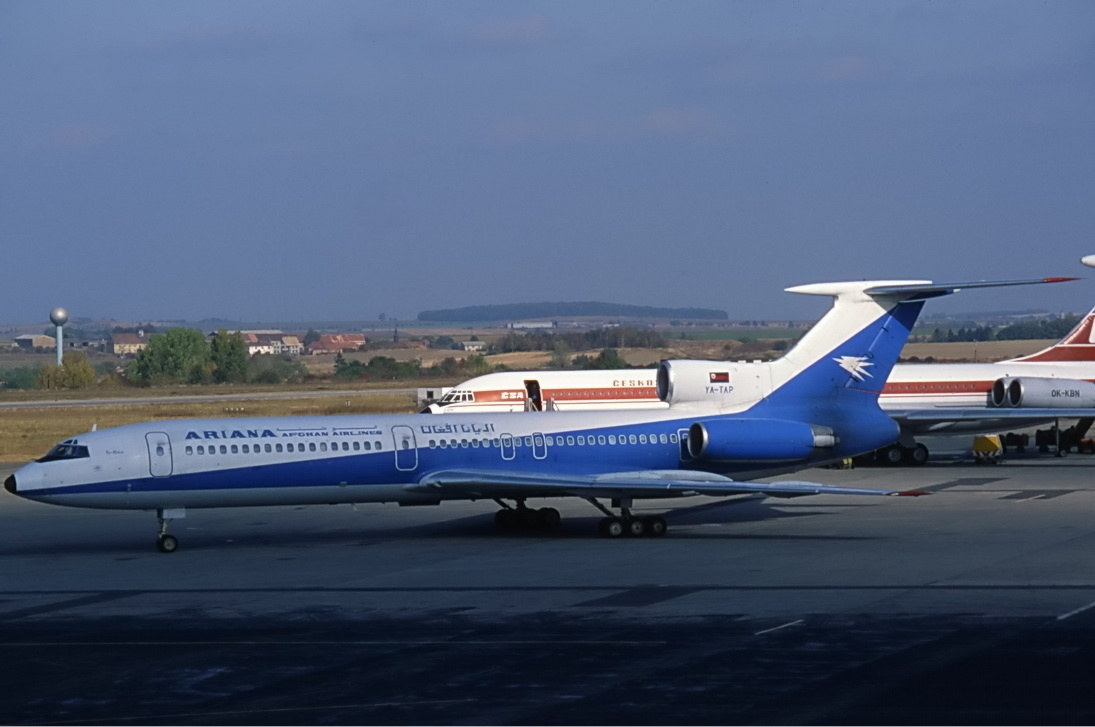
ツポレフTu-154M型機（1991年/プラハ）

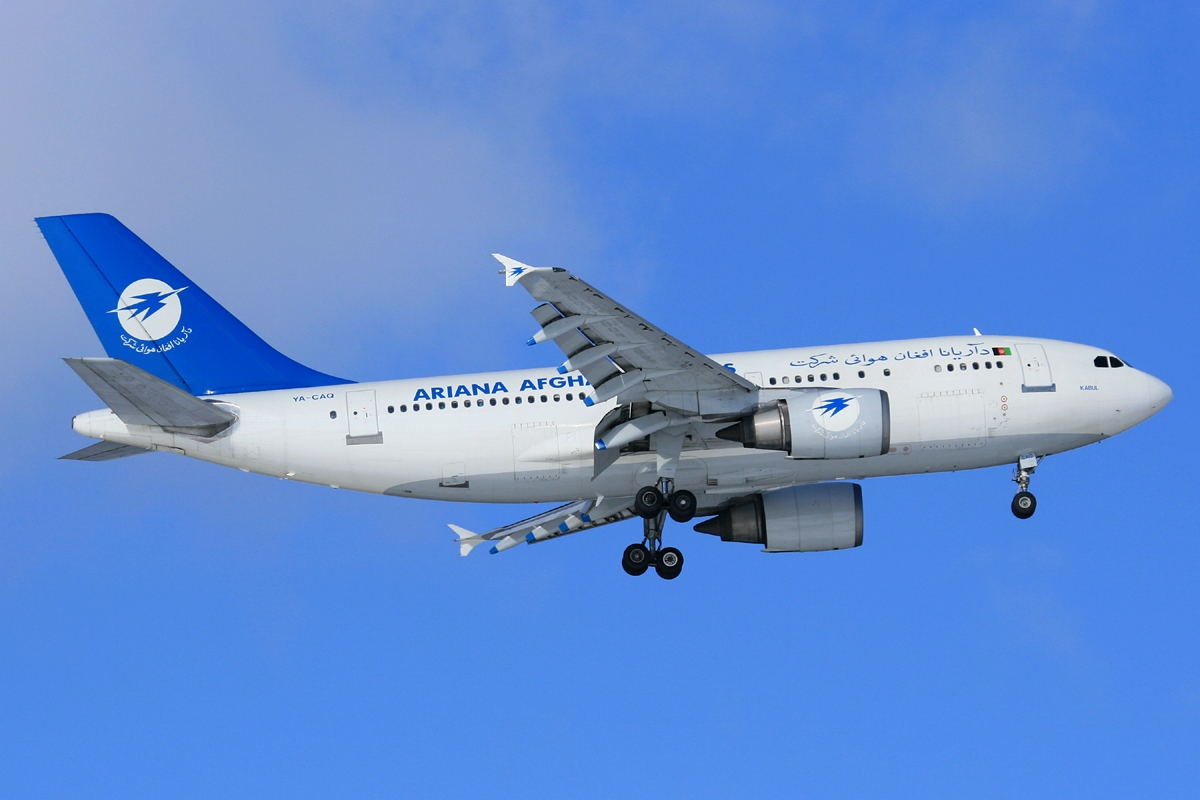
エアバスA310型機（2013年/モスクワ）

イスラーム圏と仏教圏、ヒンドゥー教圏に囲まれた文明の十字路アフガニスタンは、多くの文化遺産に恵まれ、外国人観光客に高い人気を誇っていた。そのため外国人にも受け入れられるよう、アリアナ・アフガン航空が業務の効率化やサービス水準の向上など様々な改革を行なった結果、アフガン観光隆盛期の1970年代前半には、多くの専門家により最高級の評価が与えられるなど、フラッグ・キャリアとして最も華やかな時代を迎えることとなる。
当時としては最新の旅客機であるアメリカ製のマクドネル・ダグラス DC-10やボーイング727を主力機材として、首都のカーブルを拠点に世界中を飛び回るという、フラッグキャリアであるのみならず、国内屈指の大企業であった。

### 縮小
だがザーヒル・シャー国王の追放による王政崩壊と、それに伴う政情不安、そしてソビエト連邦のアフガニスタン侵攻により、観光業は破綻。国内各地でゲリラ戦が行なわれ、国民所得の激減と国土の荒廃が進んだ。
この結果、アリアナ・アフガン航空の業務も縮小・廃止が相次ぎ、かつてのような栄華はもはや存在しなくなった。1988年にバフタル・アフガン航空が廃止され、アリアナ・アフガン航空が再び国内線も運航するようになったが、かつての顧客はアフガン国内の政治危機から旅行を控え、企業として持ち直すことはできなかった。
1989年にソ連軍が撤退。ムジャーヒディーン・ゲリラ各派の連合政権と内戦、そして1996年からのターリバーン政権と、国内事情は目まぐるしく変わったが、各政権ともにアリアナ・アフガン航空に大きな関心を払うことは無かった。

### 破産状態
当時、既に国際線はパキスタンなど数カ国、そして小規模な国内線のみを細々と運航していたアリアナ・アフガン航空だが、ターリバーン政権がアリアナ・アフガン航空を武装人員や武器の輸送に利用するようになり、アフガニスタンは相当な経済制裁を国際社会から受け、1999年11月、結果として国連はアリアナ・アフガン航空の国際線の運航を禁止した。
国内線の運航は継続されたが、世界最貧国の1つであるアフガニスタンの国民が、たとえ国内線であっても頻繁に航空機を利用することはできず、収益のあがらない状態が続き、事実上の破産状態に陥った。

### 復活
だが、2001年のアメリカのアフガニスタン侵攻によりターリバーン政権が崩壊。制裁措置が次々と解除され、2002年1月24日よりアリアナ・アフガン航空も国際線の運航を再開した。その第一号が、インド政府からの無償供与を受けたエアバスA300型機で、ニューデリーのインディラ・ガンディー国際空港とカーブル国際空港の間で運航を再開した。
2014年1月8日、航空会社を評価するサイトAirlineRatings.comにおいて、全世界の航空会社を比較調査した結果、安全性において2つ星の低い評価を受け、448会社中ワースト10にランキングされた。

### 現在
2021年、ターリバーンが国内を制圧する以前は、エアバスA310とボーイング737で、アフガニスタンの国内線とニューデリーやドバイ、モスクワなどの近距離国際線を運航していた。
2021年ターリバーン攻勢が強まると各地の空港が占拠され国内線の運行が困難となった。さらに8月30日にアメリカ軍がカーブル国際空港を撤退すると航空管制要員が不在となり、アフガニスタン国内で民間航空機を安全に飛行させることができなくなった。
運行が再開されたのは同年9月5日になってからであり、カーブルとヘラート、カンダハール、マザーリシャリーフとの間で国内線の運航を再開した。

## 運行路線
安全面に問題があるため、EU圏内での飛行禁止措置がとられている。
| 国               | 就航路線                                             |
| ---------------- | ---------------------------------------------------- |
| アフガニスタン   | カブール、ヘラート、カンダハール、マザーリシャリーフ |
| サウジアラビア   | ジェッダ、リヤド                                     |
| アラブ首長国連邦 | ドバイ                                               |
| イラン           | テヘラン、マシュハド                                 |
| インド           | デリー                                               |
| 中国             | ウルムチ                                             |
| パキスタン       | イスラマバード                                       |
| ロシア           | モスクワ/シェレメーチエヴォ                          |

## 保有機材
2025年6月現在、中古機のみ導入しており、平均機齢が30年を超えており、老朽化が深刻になっている。
| 機種              | 保有数 |
| ----------------- | ------ |
| エアバスA310-300  | 3      |
| ボーイング737-400 | 2      |
| ボーイング737-500 | 1      |